# روكي الكندية

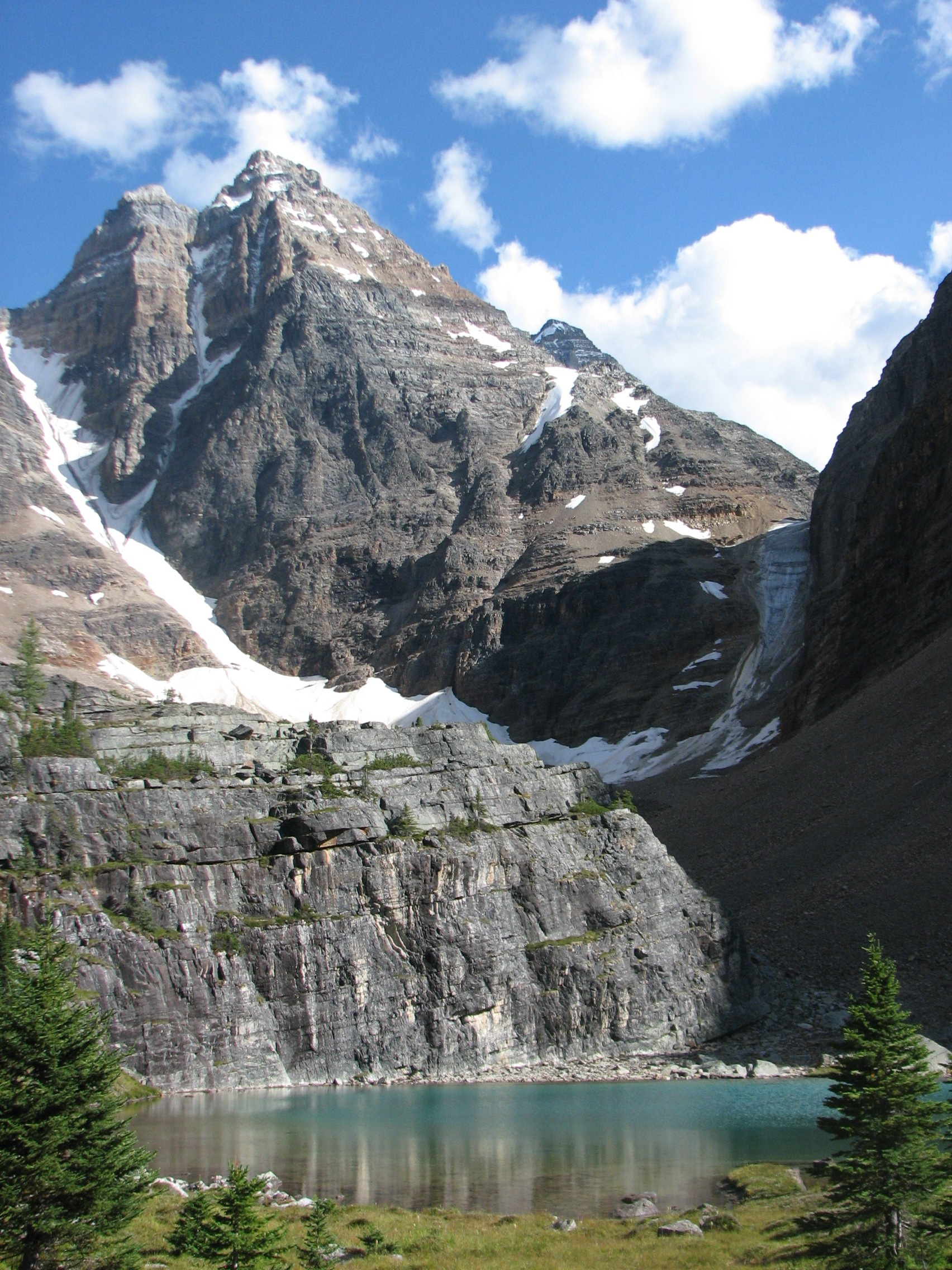
قمة رينغروز، بحيرة أوهارا، كولومبيا البريطانية

تضم جبال روكي الكندية (بالفرنسية: Rosheuses canadiens) كُلاّ من جبال «روكي ألبرتا» وجبال «روكي كولومبيا البريطانية» في الجزء الكندي من سلسلة جبال روكي في أمريكا الشمالية. وهي تعتبر الجزء الشرقي من «سلسلة جبال أمريكا الشمالية» أو ما يعرف «بكورديارا أمريكا الشمالية»، وهو نظام من سلاسل متعددة من الجبال التي تمتد من البراري الكندية إلى ساحل المحيط الهادئ. تتألف سلسلة جبال روكي الكندية من الجزء الجنوبي الشرقي من هذا النظام، وتقع بين سهول ألبرتا الداخلية وشمال شرق كولومبيا البريطانية من الجهة الشرقية، إلى وادي جبال روكي في كولومبيا البريطانية من جهة الغرب. كما أن الطرف الجنوبي يحد أيداهو ومونتانا من جهة الولايات المتحدة الأمريكية. ومن الناحية الجغرافية، تقع حدوده بين كندا والولايات المتحدة، ولكن من الناحية الجيولوجية يمكن اعتباره عند ممر مارياس في شمال مونتانا. الطرف الشمالي عند نهر ليارد في شمال كولومبيا البريطانية.
تحتوي جبال روكي الكندية على العديد من القمم والسلاسل العالية مثل جبل روبسون (3954 متر، 12972 قدم) وجبل كولومبيا (3747 متر، 12293 قدم). وتتكون من صخور الطفل الصفحي والأحجار الجيرية. وتحمي المتنزهات الوطنية ومتنزهات المقاطعات جزءا كبيرا من السلسلة، ويضم عدد منها مجتمعة موقعا للتراث العالمي.

## نبذة جغرافية
تعتبر جبال روكي الكندية أقصى جزء شرقي من «كورديارا الكندية»، وهي الاسم الذي يطلق على سلسلة جبال غرب كندا. وتشكل أيضا جزءا من «كورديارا الأمريكية»، وهي سلسلة متواصلة أساسا من السلاسل الجبلية التي تمتد على طول الطريق من ألاسكا إلى أقصى أمريكا الجنوبية. «كورديارا»، بدورها، هي الجزء الشرقي من منطقة الحزام الناري التي تمتد على طول الطريق حول المحيط الهادئ.

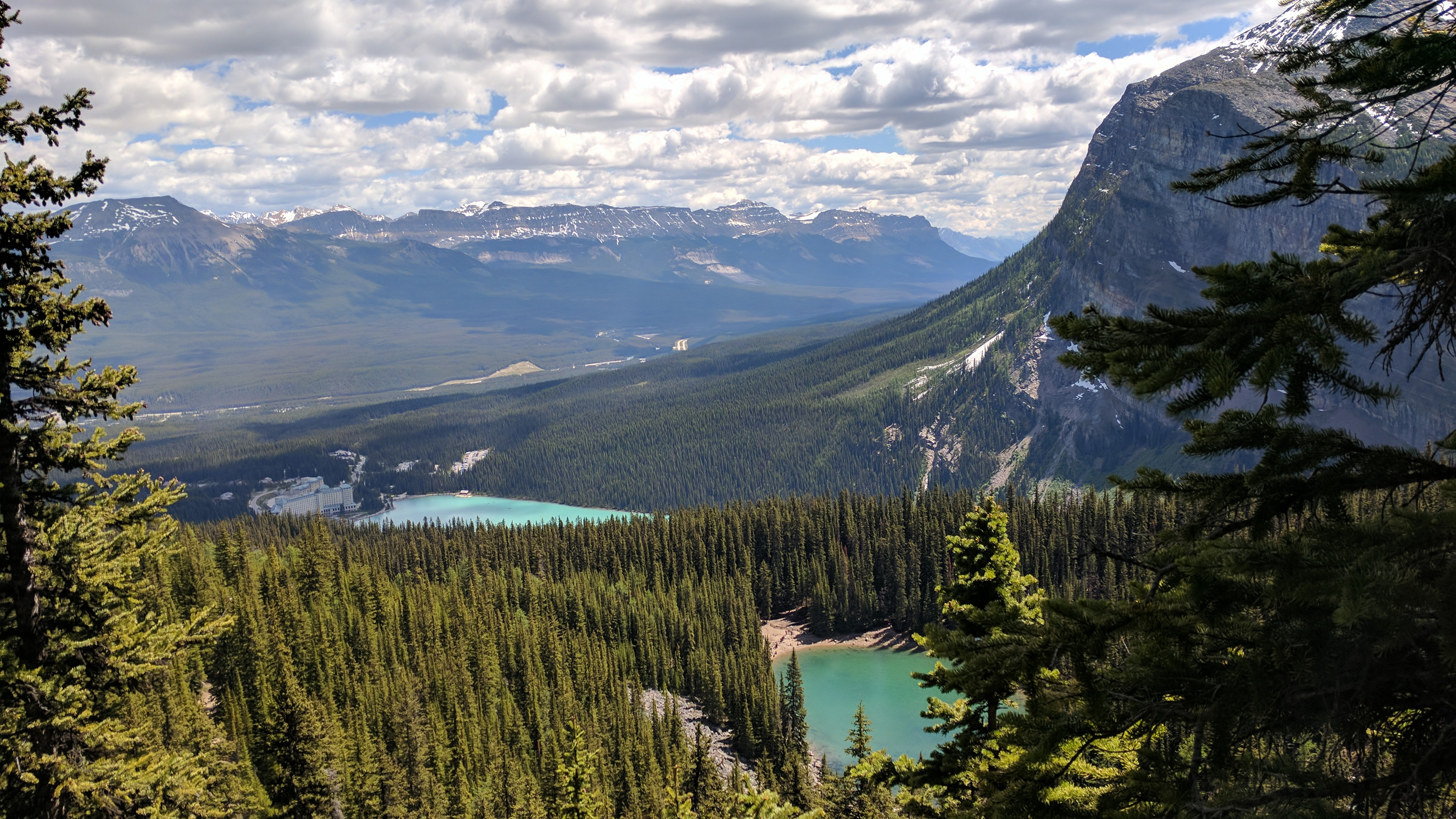
منظر لبحيرة لويز في ألبرتا

يحد جبال روكي الكندية من الشرق البراري الكندية، ومن الغرب وادي جبال روكي، ومن الشمال نهر الليارد. على عكس المفهوم الخاطئ والشائع، لا تمتد جبال روكي شمالا إلى يوكون أو ألاسكا، أو غربا إلى وسط كولومبيا البريطانية.
شمال نهر ليارد، توجد جبال ماكنزي، وهي سلسلة جبلية متميزة، تشكل جزءا من الحدود بين إقليم يوكون والأقاليم الشمالية الغربية. والسلاسل الجبلية إلى الغرب من وادي جبال روكي في جنوب كولومبيا البريطانية، تسمى «جبال كولومبيا»، ولا تعتبر جزءا من جبال روكي من قبل الجيولوجيين الكنديين.

### أعلى القمم

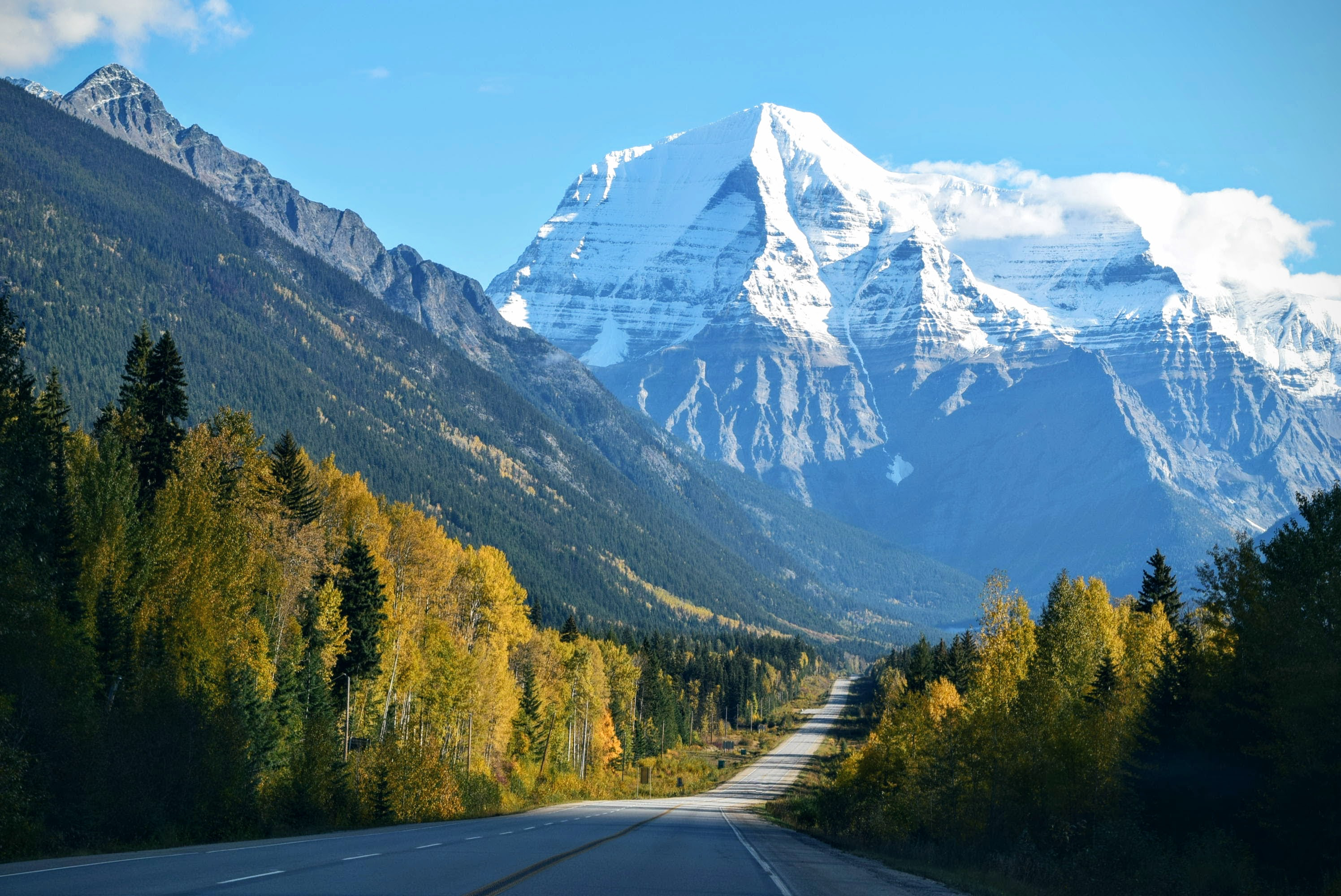
جبل روبسون في كولومبيا البريطانية

جبل روبسون (3954 متر، 12972 قدم) هو أعلى قمة في جبال روكي الكندية، لكنه لا يعتبر الأعلى في كولومبيا البريطانية، حيث أن هناك بعض الجبال الأعلى ارتفاعا في جبال الساحل وجبال سينت إلياس. يقع جبل روبسون على خط التقسيم القاري بالقرب من ممر يلوهيد، وهو واحد من أكثر الممرات إنخفاضا في سلسلة جبال روكي الكندية، وهو أيضا قريب من طريق يلوهيد السريع. يبلغ ارتفاع قاعدته 985 متر (3232 قدم) عن مستوى سطح البحر، ويبلغ إجمالي ارتفاع تضاريسه 2969 متر (9741 قدم).
جبل كولومبيا (3747 متر، 12293 قدم)، هو ثاني أعلى قمة في جبال روكي الكندية، وهي أعلى قمة في ألبرتا.
قبة الثلج (3456 متر، 11339 قدم) هي واحدة من خطي التقسيم القاري الثلاثية في أميركا الشمالية. تتدفق المياه من قبة الثلج إلى ثلاثة مستجمعات مياه مختلفة، إلى المحيط الهادئ، والمحيط المتجمد الشمالي، والمحيط الأطلسي عن طريق خليج هدسون.
جبال روكي الكندية ليست أعلى سلاسل جبلية في كندا. كل من جبال سانت إلياس (أعلى نقطة في كندا ماونت لوجان: 5959 متر، 19551 قدم) وجبال الساحل (أعلى نقطة في جبل وادينغتون: 4016 متلر، 13176 قدم)، لديها قمم أعلى بكثير.

### سلاسل الجبال
تنقسم جبال روكي الكندية إلى سلاسل جبلية عدة، منظمة في مجموعتين رئيسيتين، هما السلاسل القارية، التي تضم ثلاثة تقسيمات فرعية رئيسية، سلسلة فرونت، وسلاسل بارك وسلسلة جبال كوتيناي، وسلاسل الروكي الشمالية التي تضم مجموعتين رئيسيتين، هما سلسلتي هارت وموسكوا. وتقع نقطة تقسيم المجموعتين الرئيسيتين في ممر مونكمان شمال غرب جبل روبسون وإلى الجنوب الغربي من جبل أوفينغتون.

## الأنهار
يُشار إلى جبال روكي الكندية لكونها مصدرا للعديد من أنظمة الأنهار الرئيسية، وكذلك للعديد من الأنهار داخل السلسلة نفسها. تشكل سلسلة جبال روكي خط التقسيم القاري للأميركتين بين المحيط الهادئ في الغرب وتلك الموجودة في خليج هدسون والمحيط المتجمد الشمالي في الشرق. من بين أنهار هذه السلسلة، فقط نجد أن نهر السلام هو الذي يخترقه. تشمل الأنهار البارزة التي نشأت في جبال روكي الكندية، أنهار فريزر وكولومبيا وشمال ساسكاتشوان وبو وأثاباسكا.

## نبذة جيولوجية

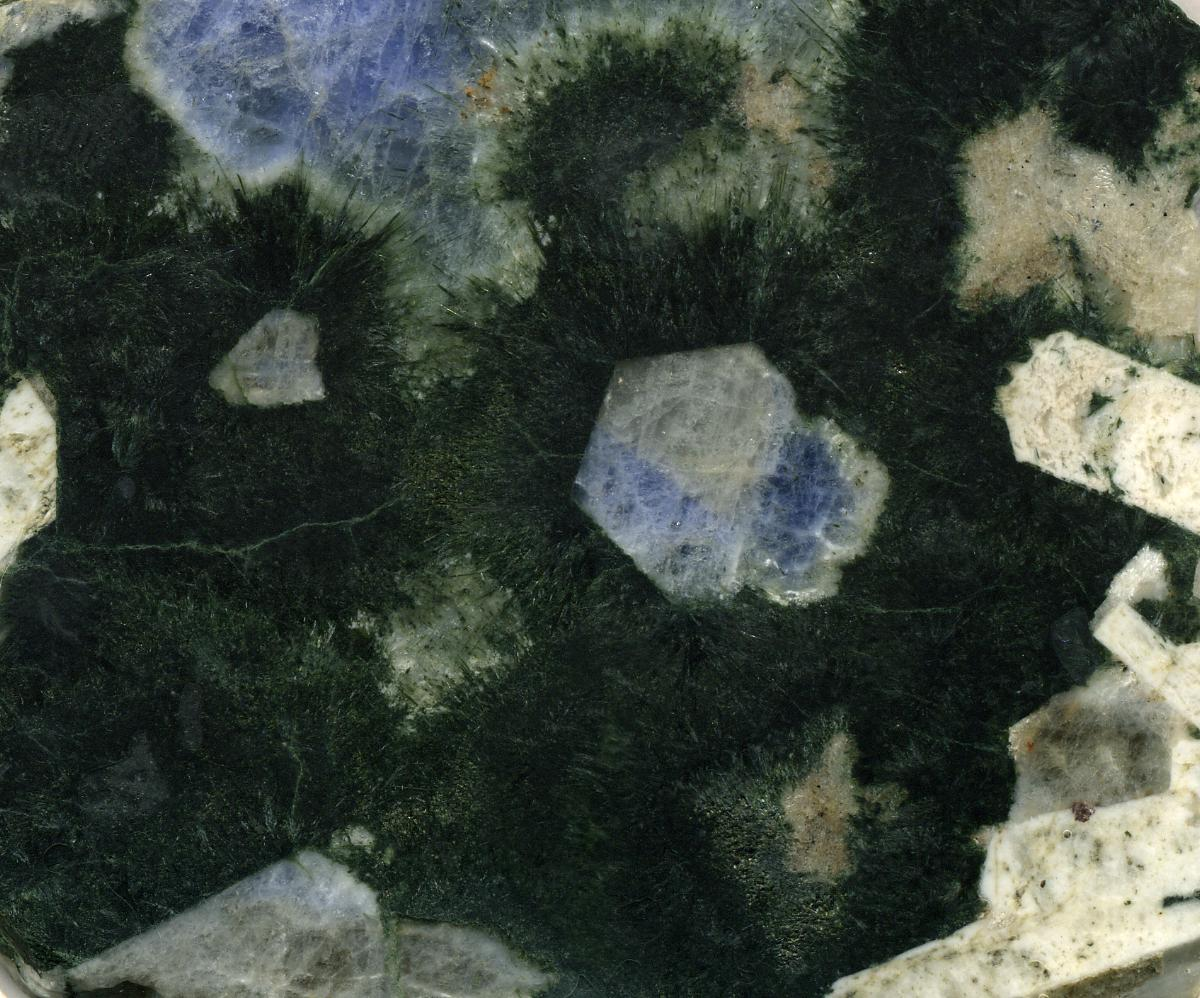
عينة من صوداليت - أجيرين - ألبيت بيغماتيت، مجمع نهر الجليد، استرساب جزئي في متنزه يوهو الوطني. مجال الرؤية ≈7.1 سم.

تختلف جبال روكي الكندية كليا في المظهر والجيولوجيا عن جبال روكي الأمريكية الواقعة في الجنوب. تتكون جبال روكي الكندية من طبقات الصخور الرسوبية مثل الحجر الجيري والصخر الزيتي، بينما تتكون جبال روكي الأمريكية في الغالب من الصخور المتحولة والبركانية مثل النايس والجرانيت.
جبال روكي الكندية هي بشكل عام مسننة أكثر من روكي الأمريكية، لأنها كانت أكثر جليدية، أو تعرضت أكثر للجليدة الثلجية مما أدى إلى جبال مسننة وحادة تفصل بينها أودية واسعة على شكل حرف «يو» (U) بالإنجليزية، وأودية تعرضت لعوامل التعرية بسبب الجليدة الثلجية، في حين أن جبال روكي الأمريكية هي بشكل عام أكثر تكورًا، مع أودية منحوتة على شكل أنهار بحرف «ف» بالإنجليزية (V) بينهما. جبال روكي الكندية أكثر برودة ورطوبة، مما منحها تربةً أكثر رطوبةً وبللًا، وأنهارًا أكبر، وجليدةً ثلجيةً أكبر أيضًا. خط الشجر هو أقل انخفاضًا بكثير في جبال روكي الكندية من نظيرتها الأمريكية.

## المتنزهات

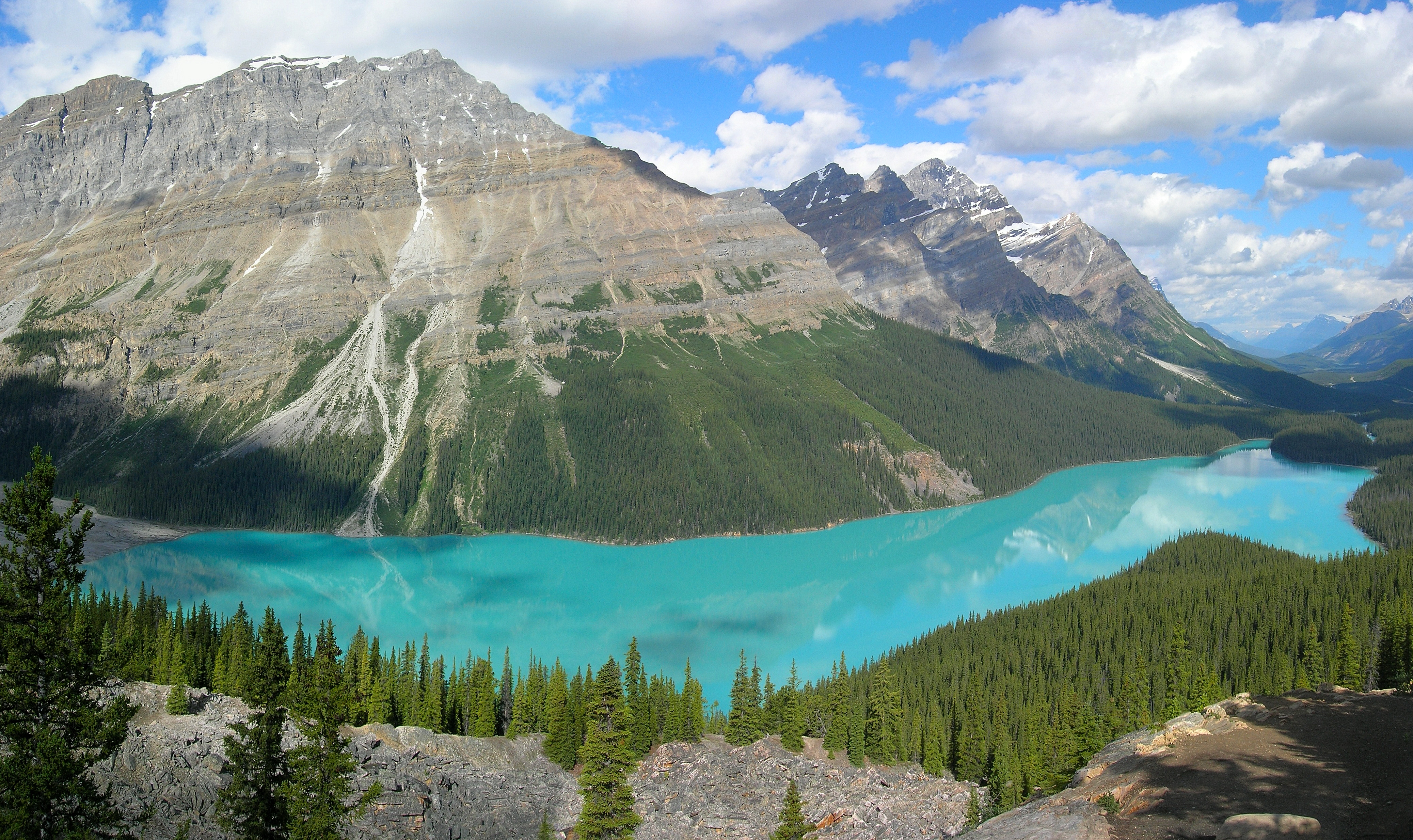
بحيرة بيتو ، متنزه بانف الوطني

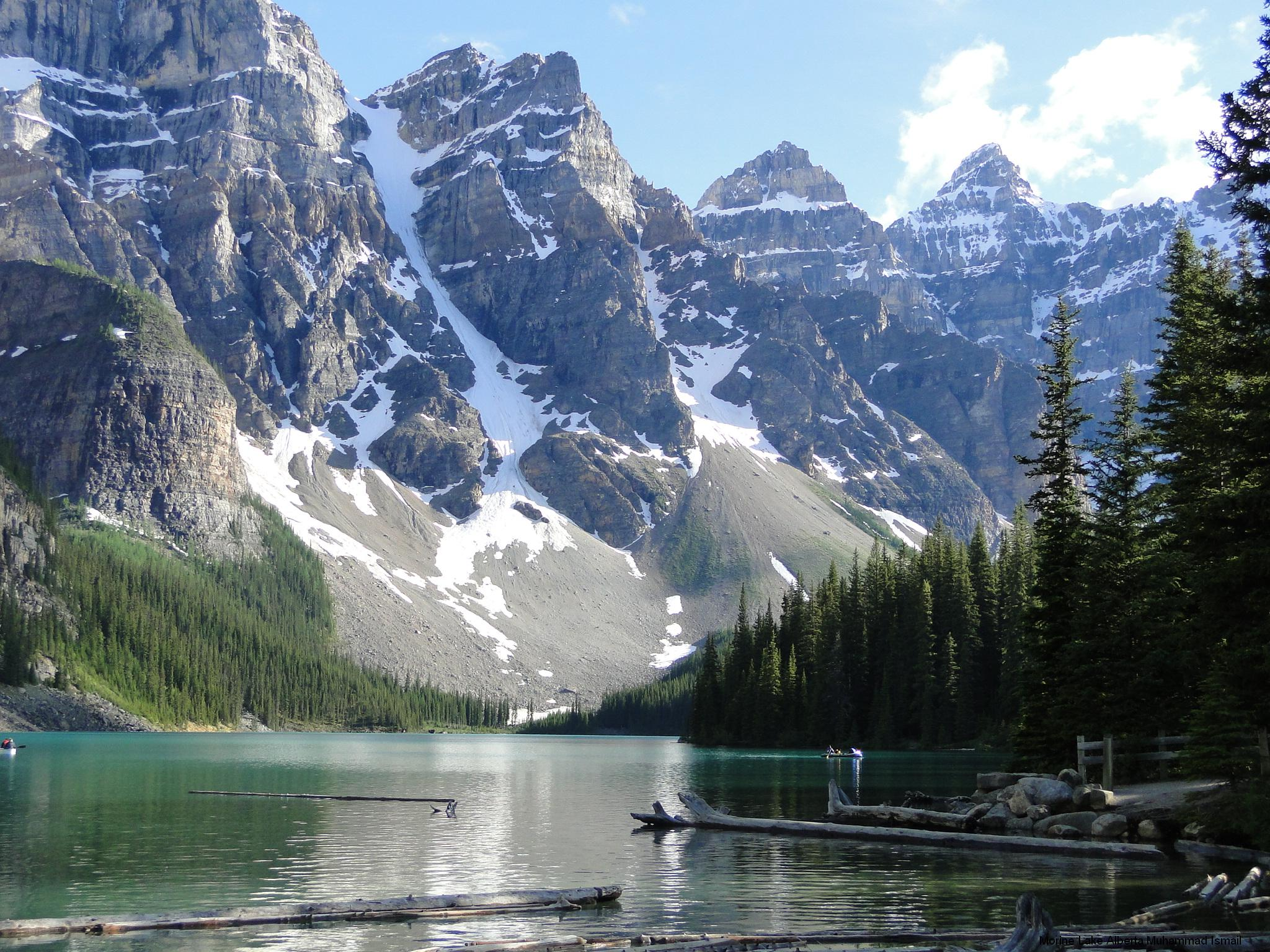

توجد خمس متنزهات وطنية داخل جبال روكي الكندية، أربعة منها متاخمة وتشكل متنزهات جبال روكي الكندية. هذه المتنزهات الأربعة هي بانف وجاسبر وكوتيناي ويوهو. المتنزه الوطني الخامس، ووترتون ليست متاخمة للآخرين. تقع واترتون في أقصى الجنوب، على جانبي الحدود الكندية الأمريكية كنصف كندا من منتزه واترتون الجليدي الدولي للسلام. تم إعلان جميع هذه المتنزهات الخمسة، جنبا إلى جنب مع ثلاث متنزهات إقليمية في كولومبيا البريطانية، كموقع تراث عالمي موحد لليونسكو في عام 1984 نظرا للمناظر الطبيعية الجبلية الفريدة من نوعها الموجودة هناك.
تقع العديد من المتنزهات الإقليمية في جبال روكي الكندية، بما في ذلك متنزهات هامبر وجبل أسينيبوين وماونت روبسون.
على طول جبال روكي، وخاصة في المتنزهات الوطنية، يحتفظ نادي جبال الألب في كندا بسلسلة من الأكواخ الجبلية لإستخدامها من قبل متسلقي الجبال والمغامرين.

## التاريخ البشري

### جبال روكي وسكك حديد المحيط الهادئ الكندية
تأسست سكة حديد المحيط الهادئ الكندية لتوفير وصلة من مقاطعة كولومبيا البريطانية إلى المقاطعات الشرقية. وكانت الصعوبة الرئيسية في توفير مثل هذه الوصلة تتلخص في جبال روكي نفسها: ممرات الجبال الغادرة، والأنهار السريعة، والمنحدرات الحادة التي تم إحداثها من أجل عملية صعبة لبناء السكك الحديدية.